# هالفدان هرتزبرگ
هالفدان هرتزبرگ (انگلیسی: Halfdan Hertzberg; ۳ سپتامبر ۱۸۸۴ – ۲۱ دسامبر ۱۹۵۹) فرد نظامی اهل کانادا بود. وی همچنین برندهٔ جوایزی همچون نشان حمام شده‌است.